# Toyota T100
Toyota T100 — повнорозмірний пікап, представлений компанією Toyota наприкінці 1992 року, як автомобіль з 1993 року.

## Історія

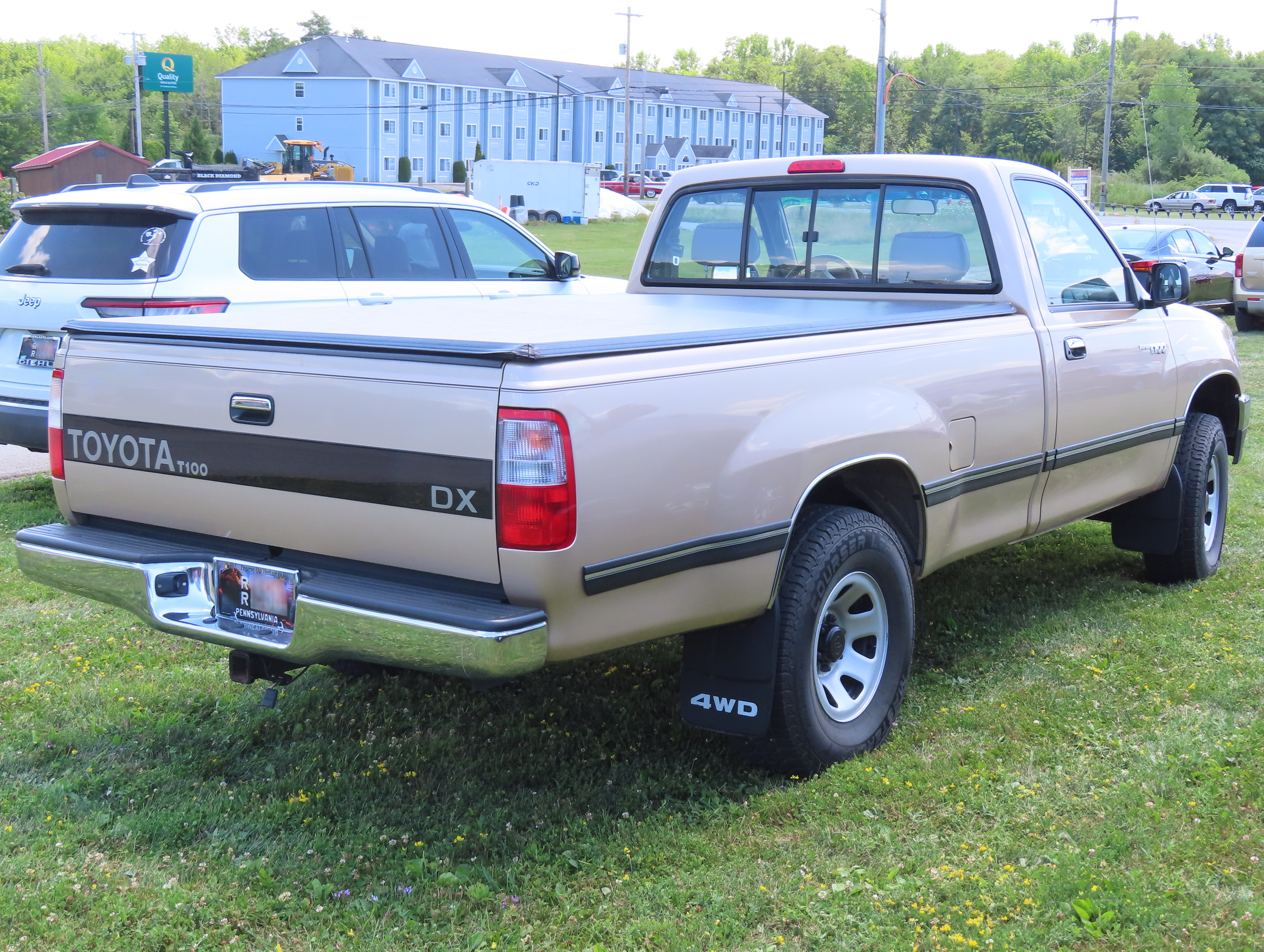

Toyota добре зарекомендувала себе на північно-американському ринку компактних пікапів в 1980-90х роках, настав час виготовити повнорозмірний пікап для зайняття частини прибуткового ринку. Почалася розробка повнорозмірного пікапа Toyota T100, який був створений на основі компактного Toyota Pickup Truck, від якого було взято двигун і трансмісію. Хоча T100 був трохи більшим, ніж конкурентоспроможні середньорозмірний Dodge Dakota і компактний пікапи Ford Ranger того часу, він був набагато меншим, ніж повнорозмірні американські пікапи того часу. Це дало T100 унікальну позицію та можливості в класі вантажівок. Економічний, надійний та практичний T100 не захопив стільки ринку, скільки сподівалася Toyota. Багато критиків стверджували, що T100 був занадто малим для повнорозмірного сегмента, незважаючи на те, що він був більшим, ніж Toyota Pickup Truck і компактні вантажні автомобілі Toyota Tacoma.
Незважаючи на те, що продажі були незначними, але вони потроху почали зростати сягнувши 40 000 проданих автомобілів T100 в США  у 1996 році. Продажі General Motors C/K Trucks склали приблизно 700 000 на рік, тоді як продажі Ford F-серії збільшилися з 550 000 до майже 850 000, а Dodge зі 100 000 до 400 000 після представлення нового Dodge Ram в 1993 році. Після запуску нового Dodge Ram продажі T100 упали приблизно на 30%.

## Двигуни
- 2.7 л 3RZ-FE I4
- 3.0 л 3VZ-E V6
- 3.4 л 5VZ-FE V6
- 3.4 л 5VZ-FE supercharged V6 (TRD)